# Gianni Da Campo
Gianni Da Campo (* 8. Februar 1943 in Venedig; † 6. Mai 2014 ebenda) war ein italienischer Autor, Filmregisseur und Übersetzer.

## Leben
Nach einem Abschluss in Literaturwissenschaften wurde Da Campo zu einem Vertreter derer, die sich in ihren Arbeiten nicht den gerade gängigen kommerziellen Themen widmen, sondern eine sehr private Sicht auf schwierige Themen werfen. So wurden seine drei für das Kino produzierten Filme und ein kurzer Fernsehfilm zwar auf zahlreichen Wettbewerben mit Erfolg bei den Kritikern gezeigt, jedoch nur in bescheidenem Umfang einem breiteren Publikum präsentiert. Nach seinem Erstling aus dem Jahr 1967, Pagine chiuse über eine unglückliche Kindheit, drehte er 1970 einen der ersten Filme zum Thema Feminismus, La ragazza di passaggio. 1986 erschien sein letzter Film, der auch im deutschen Sprachraum gezeigte Il sapore di grano.
Da Campo arbeitete oftmals an Übersetzungen französischer Bücher in das Italienische, so der literarischen Werke von Marina Vlady. Er war einer der besten Kenner des Werkes von Georges Simenon, dem zu Ehren er auch eine Stiftung gründete und leitete.

## Filmografie
- 1967: Pagine chiuse
- 1970: La ragazza di passaggio
- 1986: Die Qual der Liebe (Il sapore del grano)

## Bücher (Auswahl)
- Giovanni Da Campo, Claudio G. Fava, Goffredo Fofi, Simenon, l'uomo nudo, Napoli, L'Ancora del Mediterraneo, 2004. ISBN 978-88-8325-143-6.